# عائشة بنت بطي بن بشر

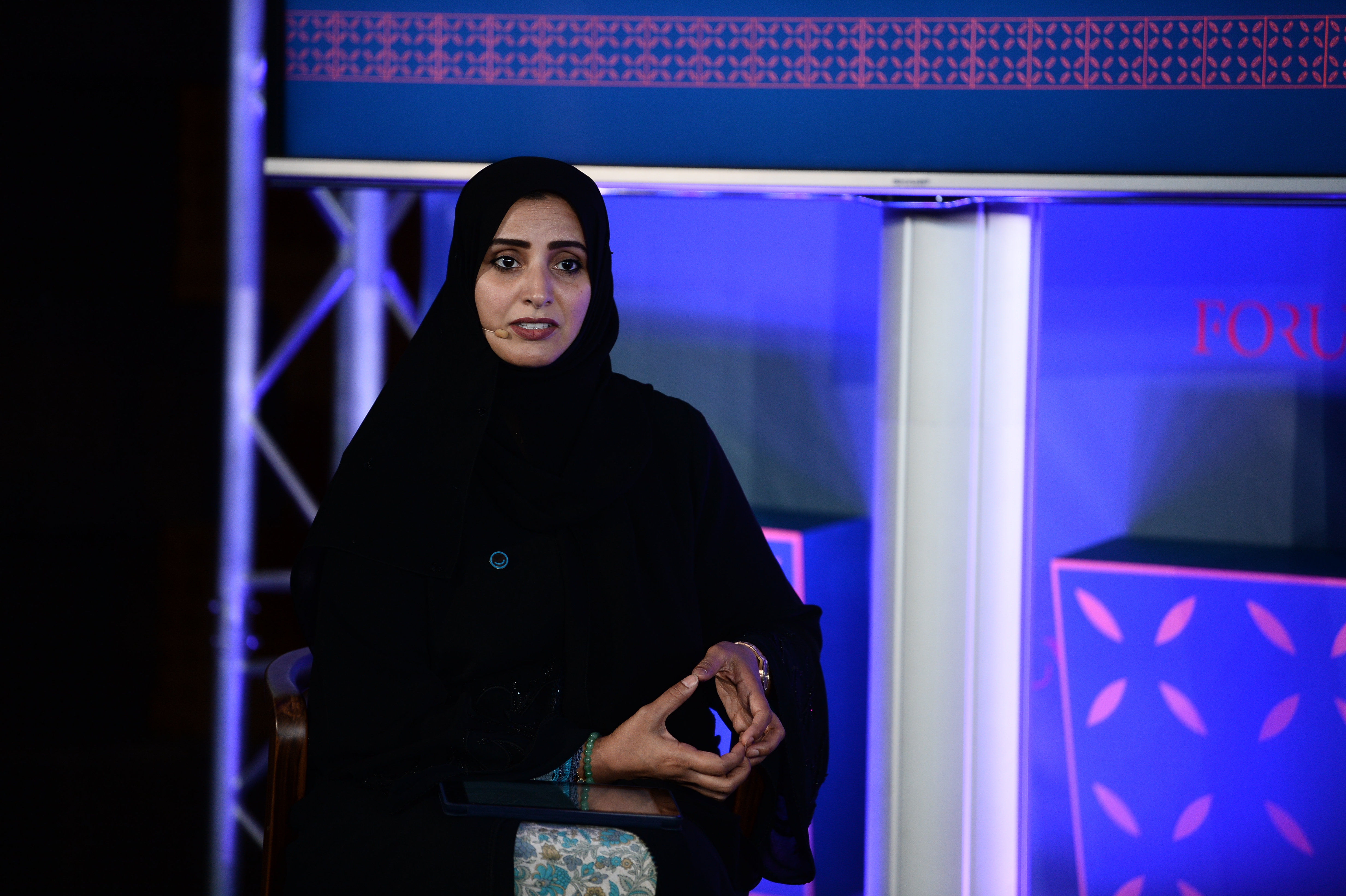
عائشة بنت بطي بن بشر المديرة العامة لمكتب دبي الذكية، في مؤتمر القمة العالمي في لشبونة، نوفمبر 2017 على منصة المنتدى خلال اليوم الثاني من قمة الويب في قاعة ألتيس. الصورة من تصوير ديارمويد غرين

عائشة بنت بطي بن بشر هي مديرة عامة مكتب دبي الذكية، بالإِمَارات العربِيَّة المُتَّحِدة، وهي واحدة من أبرز الشخصيات العالمية في مجال التحول الرقمي وابتكار المدن الذكية. حصلت على جائزة الريادة في الابتكار خلال مؤتمر المدن الذكية العالمي في هانغتشو بالصين في سبتمبر 2024.  تركز رؤيتها على أنسنة التكنولوجيا، أي جعل التكنولوجيا أكثر إنسانية ومراعاة لاحتياجات الإنسان.  

## المسار الأكاديمي
الدكتورة عائشة بن بشر حاصلة على درجة البكالوريوس في العلوم التطبيقية (تكنولوجيا المعلومات التجارية) من كلية التقنية العليا، وبكالوريوس في الإدارة المالية العامة من كلية دبي للإدارة الحكومية. بعد ذلك، حصلت على درجة الماجستير في السياسة والبحوث الخاصة بالهندسة والعلوم والتكنولوجيا من كلية مانشستر للأعمال، وأخيرًا نالت درجة الدكتوراه في الإدارة والعلوم والتكنولوجيا والابتكار.

## أبرز الإنجازات والأدوار
- تشغل منصب المديرة العامة لمكتب دبي الذكية.
- نائب رئيس مجلس إدارة إعمار للتطوير (2020-2023).
- عضوية مجالس بارزة مثل مجمع الشارقة للبحوث والتكنولوجيا والابتكار وجامعة ولونغونغ بدبي.
- قادت مشروع تحويل دبي إلى معيار عالمي للمدن الذكية من خلال مبادرات مثل "مؤشر المدن الذكية"، و"استراتيجية دبي اللاورقية" والتي ساهمت في الاستغناء عن أكثر من مليار ورقة سنوياً. و"استراتيجية البلوك تشين" لتعزيز الشفافية والكفاءة في الخدمات الحكومية.[3][4]
- خلال وباء كورونا، نجحت عائشة بنت بطي بن بشر في تطبيق نظام العمل عن بُعد، تماشياً مع الإجراءات الوقائية والاحترازية من خلال عشرات المبادرات الرقمية[5]

## الجوائز
- جائزة الريادة في الابتكار خلال مؤتمر المدن الذكية العالي حصلت عليها الدكتورة عائشة بن بشر؟**  مي في هانغتشو بالصين (سبتمبر 2024).  
   - جائزة التميز الحكومي وجائزة إنجاز العمر من صاحب السمو الشيخ محمد بن راشد آل مكتوم (مارس 2024).  